# Fritz Herbert
Fritz Herbert (* 7. Juni 1860 in Artern, Kreis Sangerhausen; † 24. Mai 1925 in Stettin) war ein deutscher Konsumgenossenschafter, Aufsichtsrat der Großeinkaufs-Gesellschaft Deutscher Consumvereine m. b. H. (GEG), Gewerkschafter und Verleger. 1893 war er der erste Reichstagsabgeordnete der pommerschen Sozialdemokraten.

Fritz Herbert

## Leben und Wirken
Fritz Herbert besuchte die Mittelschule, die Bürgerschule in Artern, ohne Abschluss und lernte von 1874 bis 1878 Schriftsetzer und Buchdrucker. Anschließend ging er als Geselle auf die Wanderschaft. Er arbeitete in verschiedenen Orten Deutschlands, in Österreich-Ungarn und in der Schweiz. 1882 kam er nach Stettin.
Im Jahr 1882 trat er der SPD bei. 1885 wurde er Besitzer einer Buchdruckerei in Stettin. Noch im selben Jahr veröffentlichte er die erste Ausgabe der Zeitung Stettiner Volksbote, die ab 1892 unter dem Titel Volksbote als Organ für die Interessen der arbeitenden Bevölkerung der Provinz Pommern erschien. Anfangs übernahm er alle Arbeiten: Autor, Redakteur, Drucker und Expedient; bis 1899 amtierte er auch als Verleger des Blattes. Außerdem war er bis 1903 und erneut von 1911 bis zu seinem Tod Redakteur der Zeitung. Anfangs erschien das Blatt zweimal wöchentlich, dann ab 1893 als Tageszeitung.
1890 war Herbert Gründer und Leiter des Gewerkschaftskartells von Stettin.
Zwischen 1890 und 1894 war er Mitglied der Kontrollkommission der Sozialdemokraten.
Im Jahr 1887 kandidierte er für die Sozialdemokraten zum ersten Mal zum Deutschen Reichstag für den Wahlkreis Stettin. Die SPD führte den Wahlkampf unter dem Motto: Diesem System keinen Mann und keinen Groschen. Auf einer Wahlversammlung am 7. Februar 1887 in Stettin-Grünhof hielt Herbert vor etwa 4.000 Menschen eine Rede über den Standpunkt der Arbeiterpartei zur Militärfrage: Wir wollen keine Verstärkung, sondern eine Verminderung des Heeres. Zur Versicherungsgesetzgebung: Wir wollen eine Lösung der sozialen Frage nach demokratischen Grundsätzen. Darin sah der Polizeikommissar Schmidt eine sozialdemokratische, auf den Umsturz gerichtete Bestrebung und löste die Versammlung auf. Es kam zu tumultartigen Auseinandersetzungen, bei der eine Militärpatrouille einen Arbeiter so schwer verletzte, dass er auf dem Weg ins Krankenhaus starb. Diese Wahlveranstaltung hatte zur Folge, dass der Kleine Belagerungszustand über Stettin und Umgebung ausgerufen wurde. Die Begründung war, dass sich die sozialdemokratische Agitation in gefährlicher Weise verstärkt habe. 52 Sozialdemokraten wurden aus Stettin und Umgebung ausgewiesen. Herbert erhielt seine Ausweisung am 21. Februar 1887, dem Tag der Reichstagswahl, zugestellt und zog nach Stargard in Pommern. Hier wurde nun der Volksbote gedruckt und in Stettin und in der Provinz verbreitet; im Gebiet des Kleinen Belagerungszustand illegal. Herbert wurde wegen mehrerer Presseprozesse zu drei Monaten Gefängnis verurteilt. Er wurde von den Sozialdemokraten zur Reichstagswahl im Februar 1890 wieder als Kandidat aufgestellt. Zur Verbüßung seiner Strafe wurde er während der Wahlkampfzeit inhaftiert. Am 13. April 1890 war seine Haft in Stargard beendet und er kehrte nach Stettin zurück, wo ihm Zehntausende Einwohner einen triumphalen Empfang am Bahnhof bereiteten. In der Legislaturperiode 1893 bis 1898 war er Mitglied des Reichstags für den Wahlkreis Stettin 4 (Stadt Stettin).
Von 1900 bis zu seinem Tod war Herbert Mitglied der Stadtverordnetenversammlung von Stettin.
Im Jahr 1895 wurde er zum ersten Mal in die Verwaltung des Stettiner Konsum- und Sparvereins gewählt. Von 1901 bis 1907 war er Mitglied des Aufsichtsrats der Großeinkaufs-Gesellschaft Deutscher Consumvereine mbH, (GEG) in Hamburg.
Im Jahr 1904 war Fritz Herbert Arbeitgeber-Beisitzer am Stettiner Gewerbegericht. Im Jahr 1914 wurde er Mitglied des Bezirksvorstands und des Bildungsausschusses der SPD für Pommern. Während der Novemberrevolution war er Mitglied des vom Reichsrätekongress gewählten Zentralrats der Deutschen sozialistischen Republik.
Von 1919 bis zu seinem Tod im Mai 1925 war er Mitglied des preußischen Landtages.
Herbert schrieb das Schauspiel Herrenrechte, dessen Aufführung von der Zensur verboten wurde. Für die allgemeinen Ziele Recht und Freiheit, gerechten Lohn und Arbeit für jeden trat Herbert mit seiner Marseillaise der pommerschen Arbeiter ein. Es war eine regionalisierte Fassung der Arbeiter-Marseillaise, die durch unmittelbare Ansprache und die Erwähnung der besonderen pommerschen Eigenschaften besonders motivierte.
Fritz Herbert war evangelisch, trat jedoch später aus der Kirche aus.

## Würdigung
In Stettin wurde die Fritz Herbert-Allee nach ihm benannt, bis sie nach der Machtergreifung der Nationalsozialisten 1933 in Horst Wessel-Allee umbenannt wurde.